# Superworld
Superworld è un gioco di ruolo di ambientazione supereroistica, scritto da Steve Perrin e Steve Henderson e pubblicato dalla Chaosium nel 1983.
Una prima versione del regolamento è stata pubblicata come libretto di 16 pagine, che con altri due libretti Magic World (gioco di ruolo fantasy) e Future World (gioco di ruolo fantascientifico), formavano il contenuto della scatola di Worlds of Wonder, considerato il primo gioco di ruolo generico. Superworld fu l'unico dei tre a essere in seguito pubblicato come regolamento a sé stante.

## Sistema di gioco
Superworld è basato sul tradizionale sistema di gioco di ruolo Basic Role-Playing della Chaosium, modificato per gestire i superpoteri.
Le sette caratteristiche (forza, costituzione, taglia, intelligenza, volontà e carisma) vengono ottenute lanciando 2d6+6, piuttosto che 3d6 come per altri giochi basati sul Basic Role-Playing. La somma di queste caratteristiche è il totale di "punti eroe" (Hero Points) disponibili per comprare i super poteri.
I super poteri seguono il modello di Champions in cui i poteri sono descritti dal loro effetto. Per esempio una "visione laser" viene modellata comprando l'effetto "Energy Blast" e specificando che è un laser emesso dagli occhi dell'eroe. Ogni effetto può essere modificato da vantaggi (per esempio ridurre il costo di energia necessario per usare il potere) o svantaggi (per esempio un numero di usi giornalieri limitato), che aumentano o diminuiscono il costo del potere.
Gli Hero Points possono anche essere usati per comprare abilità o incrementare le caratteristiche, per esempio per avere un personaggio con super forza. Scegliendo svantaggi per il proprio personaggio (come identità pubblica, vulnerabilità a una sostanza, problemi psicologici,  ecc.) si ottengono ulteriori punti eroe. Al termine di ogni sessione di gioco vengono assegnati punti eroe come esperienza.
La meccanica per la risoluzione delle azioni è la stessa di altri giochi basati sul Basic Role Playing, si tirano dei dadi percentuali contro il valore di un'abilità. Risultati più bassi di quelli necessari possono creare ulteriori effetti (equivalenti all'impalamento in RuneQuest), o risultati critici, e tiri troppo alti possono causare fallimenti critici. Le regole di combattimento hanno molte opzioni e tengono conto di tre tipi di energia per il danno: cinetica, elettrica e radiazione.

## Materiali di gioco
La prima edizione della scatola base contiene tre libretti di regole, schede del personaggio bianche, uno di tabelle per il game master, una pagina di miniature di cartoncino da ritagliare, e un set di dadi (a 6, 8 e 20 facce). La ristampa del 1984 contiene anche un libretto di errata di 4 pagine.
- Il Superheroes Book (32 pagine) contiene le regole di creazione del personaggio, il sistema di gioco stesso e due schede personaggio, una con un profilo di supereroe maschile una con un profilo femminile.
- il Superpowers Book (40 pagine) descrive i poteri disponibili per i personaggi, vantaggi e svantaggi che si possono applicare al personaggio. Sulla copertina interna del libretto sono stampate altre schede personaggio, questa volta con profili di supereroi in volo (uno maschile e uno femminile).
- Il Gamemasters Book (40 pagine) contiene consigli per game master sui vari aspetti di gestione di una campagna, il sistema legale, regole per gli animali e la creazione di organizzazioni adatte a un universo di supereroi, con tre specifici esempi: FIRE (Free Investigatory Research Enterprise), FORCE (Federal Organization for the Registration and Certification of Exotics) e l'Omega Institute. Il Gamemasters Book include anche due moduli di avventura: Deadly Devices of Doctor Dread, che mette una squadra di eroi contro il Dr. Dread del titolo e i suoi subordinati e The Haunting, che descrive un antico e misterioso manoscritto desiderato da un supercattivo.

## Supplementi
- Bad Medicine for Dr. Drugs (1984) Scenario. Autore: Ken Rolston.[1] Ambientato in una scuola superiore e pensato per personaggi teenager. Contiene sei eroi pregenerati o permette ai giocatori di usare i propri. Inizia con il funerale di un loro amico, che pone gli eroi sulla tracce di una rete di spaccio di droga nella loro scuola, diretta dal Dr. Drugs del titolo.

Include anche regole per la creazione e gestione di personaggi adolescenti che hanno appena scoperto i loro poteri e la mappa della Warren G. Harding High School, sebbene lo scenario raccomandi di usare la mappa della scuola frequentata dal game master e dai giocatori.
- Superworld Companion (1985) Supplemento di regole.[1]  Sono elencati molti autori: Stephen R. Marsh, Stephen Perrin, Ian Lee Starcher, Anthony Affronti, Jimmy Akin II, William A Barton, Norman Doege, Bruce Dresselhaus, Ray Greer, Zoran Kovacich, George MacDonald, Steve Maurer, Sandy Petersen, Wayne Shaw, John Sullivan. La maggior parte per aver fornito una o più regole opzionali.

Include nuovi poteri e ampliamenti di quelli esistenti, limitazioni e altre regole opzionali, guide per la conversione da e verso Champions e Villains & Vigilantes, schede personaggio che occupano due pagine anziché una, una descrizione degli effetti del clima (naturale o causato da superpoteri) in gioco,  una base dettagliata ("Project Superhero") con posizione, mappa e dati del personale per Superworld e Champions, e regole per una stanza del pericolo.
- Trouble for HAVOC (1984) Scenario / Campagna. Autori: Stephen Perrin, Yurek Chodak, Donald Harrington, Charles Huber.[1] Una collezione di tre scenari collegati fra loro e basati sui membri dell'organizzazione criminale HAVOC. Tutti i personaggi sono presentati con i dati per essere usati in Superworld, Champions e Villains & Vigilantes. Ogni scenario può essere giocato separatamente o come parte di una campagna.
- Crisis At Calliente introduce l'HAVOC. Gli eroi sono incaricati di allontanare un gruppo criminale da un reattore nucleare.
- Return of the Elokians include una chiamata di aiuto, un terremoto, uno scontro con il supercattivo King Snake, i cui seguaci includono membri dell'HAVOC e una caverna (in stile mondo perduto) occupata da una razza sull'orlo dell'estinzione,
- Fourth for Bridge? ambientato nell'Antartide, dove tre squadre di superesseri (una americana, una russa e una dell'HAVOC) sono in competizione per essere la prima a raggiungere il sito del naufragio di una navicella aliena. Si può giocare una qualunque delle tre squadre o anche due o tre in parallelo se ci sono abbastanza giocatori. Vengono proposti personaggi pregenerati per ogni squadra, ma i giocatori sono liberi di usare i loro soliti personaggi.

## Wild Cards
La serie fantascientifica di romanzi Wild Cards curata da George R. R. Martin ha avuto origine dalla campagna di Superworlds che Martin masterizzava a Albuquerque.